# Christliche Jahreszählung

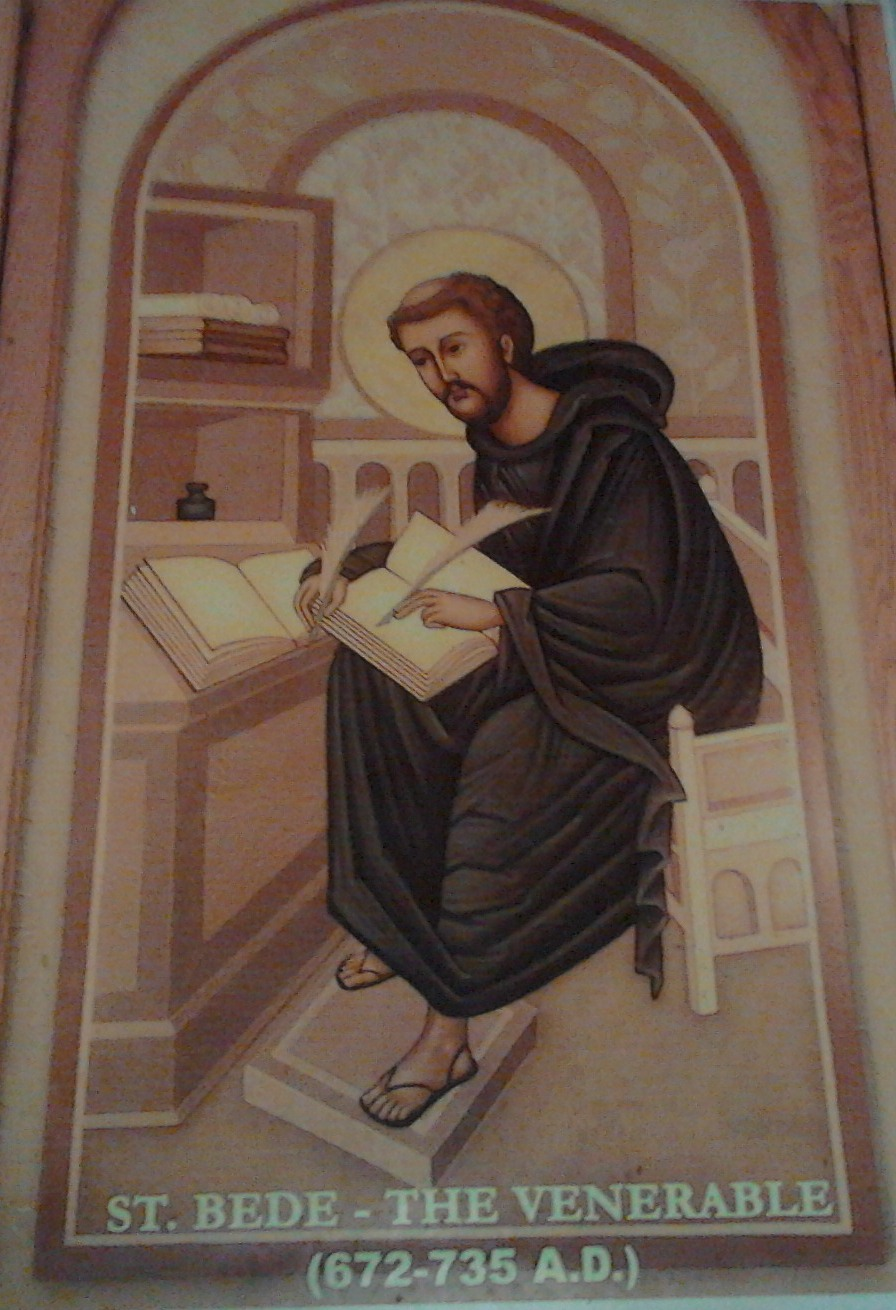
Beda Venerabilis (673–735) gilt als maßgeblicher Systematiker christlicher Zeitrechnung

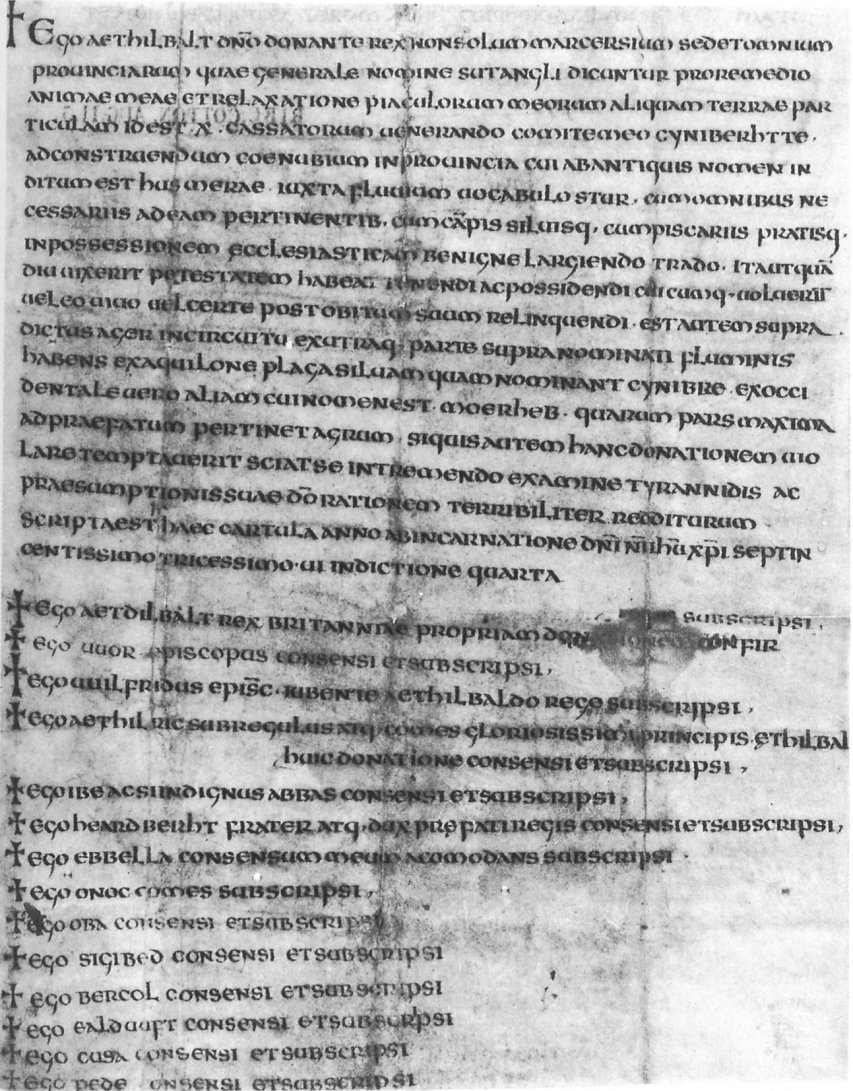
Die Charta Æthelbalds von Mercia aus dem Jahr 736 ist eine der ersten nach Inkarnationsjahren datierten Urkunden.

Die christliche Jahreszählung beginnt mit dem (angenommenen) Jahr der Geburt Jesu Christi (* zwischen 7 und 4 v. Chr.). Eine einheitliche christliche Zeitrechnung existiert nicht. Viele Elemente eines Zeitrechnungssystems, insbesondere die zyklischen Strukturen mit Sonnenjahren, Monaten, Wochen und Wochentagen wurden aus älteren Kulturen übernommen und kommen in Zeitrechnungen anderer Kulturen auch heute ebenso vor. Darüber hinaus existieren in unterschiedlichen christlichen Kulturen teilweise unterschiedliche Kalender mit leicht abweichenden Angaben für den Jahresbeginn. Dennoch wird die weltweit vorherrschende Zeitrechnung von sehr vielen Menschen als „christliche Zeitrechnung“ begriffen, weil ihre Jahreszählung sich nominell auf das Geburtsjahr Christi bezieht. Man geht demnach von diesem Jahr als dem Jahr 1 aus und zählt von da ab weiter.
Das Jahr der Geburt Christi und die darauffolgenden Jahre werden oft mit dem Zusatz „nach Christus“, oder „nach Christi Geburt“ (abgekürzt n. Chr.) versehen, früher meist lateinisch mit „Anno Domini“ (im Jahre des Herrn). Die Jahre davor werden entsprechend mit „vor Christus“ (v. Chr.) bzw. lateinisch ante Christum (natum), kurz AC, oder englisch Before Christ (BC) versehen.
Beim Bestimmen von Differenzen, die sich über dieses Bezugsjahr erstrecken, ist zu berücksichtigen, dass das Jahr 1 n. Chr. ohne ein Jahr null (die Geburt Jesu dauerte schließlich kein ganzes Jahr, sondern markiert einen Zeitpunkt) unmittelbar auf das Jahr 1 v. Chr. folgte. So regierte Augustus von 27 v. Chr. bis 14 n. Chr. nicht 41, sondern 40 Jahre lang als Princeps. Astronomen und andere Wissenschaftler, die mit größeren Zeiträumen rechnen, vermeiden dieses Problem, indem sie das Jahr 1 v. Chr. als Jahr 0, das Jahr 2 v. Chr. als Jahr −1, das Jahr 3 v. Chr. als Jahr −2 usf. benennen.

## Jahreszählung „nach Christus“

### Vorgeschichte
Im Umfeld der frühen Kirche gab es verschiedene lokale Systeme der Jahreszählung. Das Judentum kannte noch kein eigenes System, dieses wurde mit dem jüdischen Kalender erst in rabbinischer Zeit entwickelt. Im hellenistischen Frühjudentum wurden die Jahre wohl noch nach der seleukidischen Zeitepoche gezählt. Im Kalender des Römischen Reichs bezeichnete man die Jahre gewöhnlich nach den amtierenden Konsuln – eine Zählung, die sich bis ins 6. Jahrhundert n. Chr. hielt. Waren einmal absolute Zahlen notwendig, so rechnete man im Osten des Reiches nach einer der griechischen Zeitrechnungen, im Westen des Reiches mit der Jahreszählung seit der „Gründung Roms“ (ab urbe condita). Kaiser Justinian führte 537 die Zählung nach Regierungsjahren schließlich rechtsverbindlich ein.

### Jesu Christi Geburt als Bezugspunkt der Jahreszählung
Ab der Spätantike waren im Christentum zwei Bezugspunkte für eine eigene Jahresrechnung besonders interessant, die Erschaffung der Welt und die Geburt Christi. Der Mönch Dionysius Exiguus legte 525 aus Vorgaben des Alten und des Neuen Testaments den Zeitpunkt der Geburt Jesu Christi für das Jahr 754 ab urbe condita („seit der Gründung Roms“) fest. Er bezeichnete das erste Jahr des Lebens Christi mit einer Eins. Der angelsächsische Benediktiner Beda Venerabilis (673–735) verfasste um 731 die Historia ecclesiastica gentis Anglorum („Kirchengeschichte des englischen Volkes“). Er griff die von Dionysius verwendete Jahreszählung seit Christi Geburt wieder auf. Sie verbreitete sich von England im Verlauf des 8. Jahrhunderts über das fränkische Reich im Abendland. Hermann von Reichenau († 1054) stellte in seinem Chronicon erstmals alle historischen Ereignisse zeitlich ausschließlich in Bezug zum Jahre der Geburt Christi. Um das Jahr 1060 wurde diese Jahresrechnung von der römisch-katholischen Kirche in Gebrauch genommen.

### Datierung der Geburt Jesu Christi
Es wird angenommen, dass Geburtstag und -jahr Jesu Christi schon den Urchristen unbekannt waren. Die Evangelien (entstanden vermutlich 60–100) machen dazu nur wenige, zudem unklare Angaben. Nach Mt 2,1  wurde Jesus zu Lebzeiten Herodes’ des Großen geboren, der nach Flavius Josephus umgerechnet 4 v. Chr. starb. Diese Angabe gilt auch wegen Lk 1,5 , wonach auch Johannes der Täufer zu Lebzeiten des Herodes geboren sein sollte, als glaubwürdig. Man nimmt daher heute allgemein an, dass Jesus zwischen 7 und 4 v. Chr. geboren wurde.
Die Angabe von Lk 2,2 , Jesus sei bei einer ersten römischen Volkszählung unter Publius Sulpicius Quirinius in Bethlehem geboren, gilt dagegen meist als ahistorisch, denn die Amtszeit des Quirinius in der Provinz Judäa begann nach zuverlässigen römischen Quellen erst 6 n. Chr. Für einen früheren Zensus dort gibt es keine Belege.

### Das Jahr eins
Wird das angenommene Geburtsjahr Jesu Christi mit 1 bezeichnet, so war ein Jahr nach Christi Geburt das Jahr 2 n. Chr. Da es ein „Jahr null“ in der von den Historikern angewendeten Zeitrechnung nicht gibt, lässt sich mit Jahreszahlen vor der Zeitenwende nicht wie mit üblichen negativen Zahlen rechnen. So beträgt etwa die Differenz zwischen dem Jahr 1 v. Chr. und 1 n. Chr. ein Jahr, aber nicht 2, wie zwischen den Zahlen -1 und 1.
In Deutschland, Österreich und in der Schweiz ist die Angabe v. Chr. bzw. n. Chr. üblich. In der DDR verwendete man auch „v. u. Z.“ und „u. Z.“ / „n. u. Z.“ („vor“ bzw. „[nach] unserer Zeitrechnung“), was sich ebenso bei jüdischen Autoren findet, dort teilweise auch „v./n. d. Z.“ („vor / nach der Zeitenwende“). Die in den Naturwissenschaften, bei technischen Anwendungen, Softwareentwicklung, Dokumentation und für internationale Korrespondenz eingesetzte ISO 8601 sieht eine vollständige Skala mit einem Jahr null und Jahresangaben mit negativem Vorzeichen vor, wobei auch für die Zeit vor der Einführung des gregorianischen Kalenders rückwirkend dessen Schaltverfahren angewandt werden kann.

### Abweichende Datierung der Geburt Jesu Christi
Der äthiopische Kalender bezieht sich auf die Geburt Jesu, doch nach den Berechnungen der alexandrinischen Weltära des Panodorus von Alexandrien. Die Abweichung zur Zählung nach Beda Venerabilis im gregorianischen Kalender beträgt etwa sieben Jahre und acht Monate.

### Zählung „nicht nach Christus“ in einem christlichen Kalender
Der Kalender der koptischen Kirche wählt die Thronbesteigung Diokletians am 29. August 284 (nach julianischem Datum) als Beginn (Ära Diokletians).
Der Armenische Kalender beginnt im Jahr 552 n. Chr., als sich die Armenische Apostolische Kirche von der römischen Reichskirche trennte.

## Jahreszählung ab Erschaffung der Welt
Der erste christliche Theologe, der die Schöpfung zum Bezugspunkt der Jahreszählung machte, war Gregor der Große. Er kam auf 5184 Jahre vom Annus creationis mundi („Jahr der Erschaffung der Welt“) bis zur Auferstehung Jesu Christi.
Das Oströmische Reich zählte in Jahren ab der Erschaffung der Welt, die entsprechend den Angaben in der Septuaginta auf das Jahr 5501 v. Chr. oder 5508 v. Chr. datiert wurde. Diese Zählung hielt sich in Russland bis 1699, als Zar Peter I. im Dezember anordnete, dass vom 1. Januar des nächsten Jahres an (nach alter Rechnung das Jahr 7208 nach Erschaffung der Welt) das Jahr 1700 n. Chr. zu schreiben sei. Dabei wurde weiterhin der julianische Kalender verwendet.
Der anglikanische Theologe James Ussher (1581–1656) aus Irland datierte im Jahre 1650 die Schöpfung der Welt auf das Jahr 4004 v. Chr. Auf diese Berechnung geht der christliche Ussher-Lightfoot-Kalender zurück.
Auch der jüdische Kalender geht von einem angenommenen Schöpfungsdatum aus und beginnt am 7. Oktober 3761 v. Chr. Das System wurde im Wesentlichen vom Patriarchen Hillel II. 359 n. Chr. festgelegt.
Papst Gregor XIII. beauftragte den protestantischen Humanisten Joseph Justus Scaliger (1540–1609) mit der Erstellung einer zusammenhängenden Chronologie historischer Ereignisse. Scaliger ermittelte im Jahre 1583 das Schöpfungsdatum auf das Jahr 3950 v. Chr. und zählte die seither vergangenen Tage unter der Bezeichnung Julianisches Datum (JD), das heute noch für historische und naturwissenschaftliche Zwecke benutzt wird.
Die spätere römische Tradition bestimmte das Jahr 5196 v. Chr. als Jahr der Erschaffung der Welt, so etwa im Annuario Pontificio.

## Kalenderrechnung

### Julianischer Kalender
Die christliche Zeitrechnung fußte zunächst im Wesentlichen auf dem von Julius Caesar eingeführten julianischen Kalender mit 365,25 Tagen. Auf dem Konzil von Trient in den Jahren 1545 bis 1563 wurde die Reform des julianischen Kalenders beschlossen. Es war deutlich geworden, dass der Einschub eines Schalttags alle vier Jahre nicht ausreichte, weil sich der Frühlingszeitpunkt merklich verschoben hatte. Die Lösung bestand in der Modifikation der Regel für den Schalttag und dem einmaligen Überspringen von zehn Tagen. Heute verwenden nur noch die sogenannte Altkalendarier den julianischen Kalender.

### Gregorianischer Kalender
1582 kam es zur Kalenderreform Papst Gregors XIII. (1502–1585). Es entstand der gregorianische Kalender, der bis heute verbreitet ist. Er wurde von einigen – insbesondere katholischen – Ländern sofort, von manchen Kirchen und Staaten jedoch erst später übernommen. Der Übernahme folgten dann auch jeweils die Kolonien.
- Spanien, Portugal, Teile Italiens und Polens: 4./15. Oktober 1582
- Bayern: 5./16. Oktober 1583
- Preußen 22. August/2. September 1612
- evangelische Teile des Deutschen Reichs und Dänemark: 18. Februar/1. März 1700
- Island: 16./28. November 1700
- England, Irland und spätere USA: 2./14. September 1752
- Alaska: 4./18. Oktober 1867
- Japan: 1. Januar 1873
- China: 1. Januar 1912
- Russland: 31. Januar/14. Februar 1918
- Griechenland: 9./23. März 1924
- Rumänien: 30. September/14. Oktober 1924
- Türkei: 1. Januar 1927

### Weitere Kalender
Die Neukalendarier verwenden den neujulianischen Kalender, welcher eine eigene, vom gregorianischen Kalender abweichende, Schaltregel aufweist.
Einige Altorientalische Kirchen verwenden den ägyptischen Kalender. So verwendet die Koptische Kirche den koptischen Kalender und die äthiopische und die eritreische Kirche den äthiopischen Kalender. Beide Kalender unterscheiden sich praktisch nur in der Jahreszählung und in den Monatsnamen. Dagegen kennt der armenische Kalender, welcher von der Armenischen Apostolischen Kirche verwendet wird, auch keine Schaltregel, sodass der Neujahrstag langsam durch das Jahr wandert.

## Der Jahreskalender

### Jahresanfang
Der Beginn der Jahresrechnung, an dem man das Jahr beginnen ließ, variierte je nach Ort und Kanzlei. Es werden verschiedene Arten der Datierung, Stile unterschieden. Als Jahresanfang wurden gewählt:
- 1. Januar (Circumcisionsstil; nach dem Fest der Beschneidung des Herrn, stilus communis); geht auf den julianischen Kalender zurück, heutzutage weltweit Standard
- 6. Januar (Hochneujahr, Heilige Drei Könige und Erscheinung des Herrn); bei den Alemannen und später in Schwaben
- 1. März (Märzstil, altrömischer Jahresanfang bzw. aus dem jüdischen Kalender); vor allem bei den Franken, später in Venedig (More Veneto) und im altrussischen Kalender bis 1492 sowie im Rumi-Kalender
- 25. März (Verkündigung des Herrn, daher Annuntiationsstil, auch Inkarnationsstil); in England und Irland begann vom 13. Jahrhundert bis 1753 das Jahr an diesem Datum (dort folgte z. B. dem 24. März 1734 der 25. März 1735). Im Erzstift bzw. Erzbistum Trier und seinen Suffraganbistümern ist dieser Jahresanfang bis weit in die zweite Hälfte des 17. Jahrhunderts unter der Bezeichnung Trierer Stil (mos Trevirensis) gebräuchlich und noch für 1680/81 belegt.[8][9]
- der Oster- oder Paschalstil (da dieser Jahresanfang von dem wechselnden Datum des Osterfests abhängt (zwischen dem 22. März und dem 25. April), ergeben sich verschiedene Jahreslängen); z. B. im georgischen Kalender
- 1. September; im oströmischen Reich und in der griechischen Kirche üblich und deswegen als „byzantinischer Jahresanfang“ bezeichnet, ab 1492 auch im altrussischen sowie im georgischen Kalender; noch heute Beginn des Kirchenjahres in den Ostkirchen
- 1. Advent, in der Westkirche der Beginn des Kirchenjahres.
- 25. Dezember (Weihnachten, Weihnachtsstil oder Nativitätsstil); war in Deutschland verbreitet und wurde von den meisten Chronisten verwendet, auch in England und Irland bis zum 13. Jahrhundert.

Erst im ausgehenden Mittelalter setzte sich der 1. Januar zunehmend durch. Papst Innozenz XII. (1615–1700) erkannte im Jahre 1691 den 1. Januar als Jahresanfang durch die Verwendung in päpstlichen Bullen an.

### Osterdatum
Im Christentum war die Berechnung des Osterdatums für das bewegliche Osterfest ein wichtiger Aspekt der Chronologie und diese ein wichtiger Bestandteil der Mathematik. Das Erste Konzil von Nicäa klärte im Jahre 325 den Streit, wie der Termin für das Osterfest festgelegt werden solle: auf den ersten Sonntag, der dem Frühlingsbeginn und dem jüdischen Pessachfest folgt. Weitere Regeln erfolgten bei der gregorianischen Kalenderreform.
Abhängig vom Osterdatum ist das Datum des Pfingstfestes, das am fünfzigsten Tag nach dem Ostersonntag (diesen eingerechnet) erfolgt. Die Tradition geht auf das jüdische Fest Schawuot zurück, das 50 Tage nach Pessach gefeiert wird.

## Monate
Die Namen der heutigen zwölf Monate entstammen dem julianischen Kalender und haben eine Grundlage in den zehn Monaten des altrömischen Kalenders. Ältere Monatsbezeichnungen aus der Zeit vor der Christianisierung haben sich im deutschsprachigen Raum nicht im Gebrauch erhalten. Die lateinischen Bezeichnungen überstanden auch den Versuch Karls des Großen, sie durch deutsche zu ersetzen. Der koptische Kalender kennt noch den dreizehnten Monat Heriu-renpet („kleines Jahr“).

## Woche
Die Namen der Wochentage sind unter anderem lateinische Lehnübersetzungen der ursprünglich babylonischen Namen. Die sieben Tage der babylonischen Woche wurden nach den wichtigsten Himmelskörpern und Planeten benannt: Sonne, Mond, Mars, Merkur, Jupiter, Venus und Saturn. Als die Germanen diese Namen im 4. Jahrhundert kennenlernten, benannten sie diese nach den Namen der entsprechenden germanischen Götter um (Tyr bzw. Tiu (Dienstag/Marstag) Donar, Freya usw.), was teilweise bis heute erhalten blieb.
Im orthodoxen Kalender und in der mittelalterlichen Wochentagszählung sind Zählnamen wie „erster Tag der Woche“ üblich. Die Reformation brachte in Europa die auf den Monat bezogene Zählung der Tage.
In Großbritannien, Nordamerika und vielen anderen Teilen der Welt ist entsprechend der jüdischen und christlichen Zählung der Sonntag der erste Wochentag. Seit 1976 ist in Deutschland der Montag der erste Wochentag (DIN 1355-1, nun ISO 8601). Im Jahre 1978 beschloss auch die UNO, dass der Montag international als der erste Tag der Woche gelten solle.

## Tagesverlauf
Die Einteilung des Tages in zweimal zwölf, also vierundzwanzig äquinoktialen Stunden wurde von den Römern übernommen. Der Tagesbeginn wird auf Mitternacht gesetzt. Nach dem antiken Kalender endete der Tag mit dem Sonnenuntergang, somit gehört der Vorabend vieler kirchlicher Feste liturgisch bereits zum Festtag.
Die Kirchturmuhren zeigten mit ihrem Glockengeläut bis Ende des 19. Jahrhunderts die Ortszeit an. In Deutschland wurde zur besseren Koordinierung von Zugfahrplänen und Geschäftsprozessen die einheitliche Uhrzeit (die Zeitzonen wurden auf der Meridian-Konferenz 1884 festgelegt) für das gesamte Reichsgebiet am 1. April 1893 eingeführt.